# 豊岡村 (岡山県久米郡)
豊岡村（とよおかそん）は、岡山県久米郡にあった村。
現在の久米郡美咲町金堀、越尾、新城、原田に当たる。

## 沿革
- 1889年6月1日 - 町村制施行に伴い、久米南条郡金堀村、越尾村、新城村、原田村が合併、豊岡村となる。大字原田に役場を置く。
- 1900年4月1日 - 久米南条郡が久米北条郡と合併し、久米郡となる。
- 1904年6月1日 - 久米郡稲岡北村と合併、加美村となる。

## 地名の読み方
- 金堀 （かなぼり）
- 越尾 （こよお）
- 新城 （しんじょう）
- 原田 （はらだ）

## 郵便番号 (現在)
- 709-3711 久米郡美咲町越尾
- 709-3712 久米郡美咲町金堀
- 709-3713 久米郡美咲町新城
- 709-3717 久米郡美咲町原田

709-371×の残りの番号は稲岡北村を参照。